# Gabelweiher

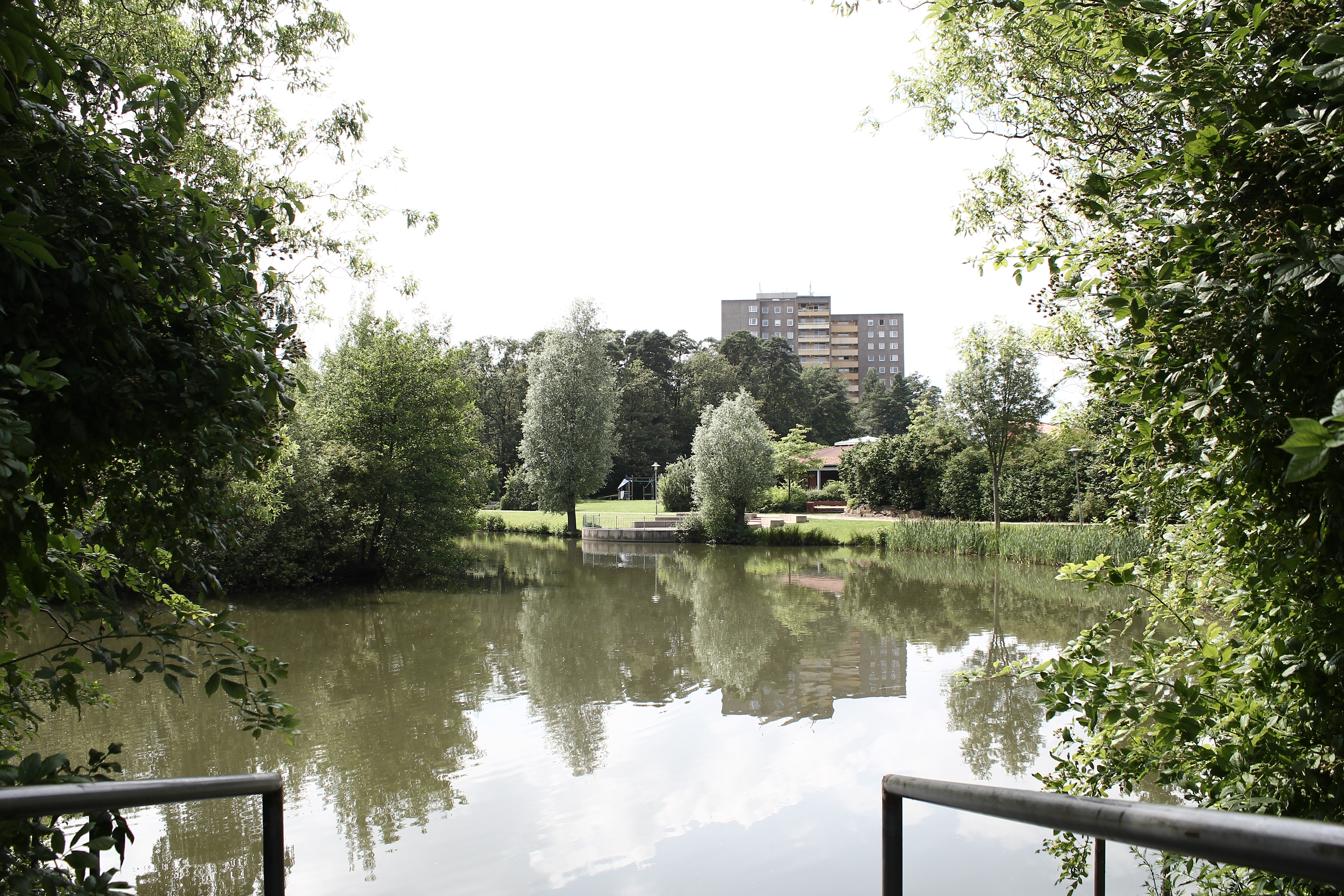
Gabelweiher See in Espelkamp

Der Gabelweiher, auch Gabelhorst Weiher, ist ein rund 1,6 Hektar großer See in Espelkamp, im ostwestfälischen Kreis Minden-Lübbecke. Der See liegt unmittelbar südlich der Erlen-Grundschule und westlich der Bundesstraße 239.
Der Gabelweiher ist kein offiziell ausgewiesener Badesee – dafür steht in der Stadt Espelkamp der größere See am Kleihügel knapp 2 Kilometer westlich zur Verfügung. Gleichwohl hat der See als schnell zu erreichende Wasserfläche im Bereich der Espelkamper Innenstadt seine Bedeutung als Erholungsgebiet und grüne Lunge für Spaziergänge, Jogger u. a.
Um den See führt ein rund 700 Meter langer Spazierweg.
Im nördlichen Bereich des Sees liegen zwei kleine, nah beieinander liegende Inseln, die zusammen rund 780 m² groß sind. 
Der See ist umgeben von Rasenflächen und kleinen Wäldern. Auch im nördlichen Teil des Gabelweihers gibt es einen recht großen Springbrunnen, der im Sommer betrieben wird.
200 Meter südwestlich des Gabelweihers liegt der Gabelhorst, ein rund 4 Hektar großes Waldgebiet.
Koordinaten: 52° 23′ 6,4″ N, 8° 36′ 46,5″ O